# ADOdb Lite
ADOdb Lite je velmi malá a rychlá databázová knihovna kompativiní s knihovnou ADOdb napsaná v programovacím jazyce PHP.
Používá pouze 100 kB paměti RAM pro každé připojení na http stránku, zatímco knihovna ADOdb používá 640 kB. Podle benchmarků je ADOdb Lite téměř o 300 % rychlejší než ADOdb.

## Podporované databáze
- Frontbase
- MaxDB
- Mini SQL
- MS SQL
- MS SQL Pro
- MySQL
- MySQL Improved
- MySQL s transakcemi
- PostgreSQL
- SQLite
- SQLite Pro
- Sybase
- Sybase ASE

Knihovna ADOdb Lite je plně rozšiřitelná pomocí modulů. Knihovna obsahuje modul PEAR, který zahrnuje PEAR DB knihovnu a kompatibilní příkazy. Knihovna také obsahuje transakční modul, který dává možnosti transakce téměř všem podporovaným databázím.